# Guascor
Guascor Group — испанский производитель дизельных и газовых двигателей и электростанций, а также решений в области альтернативной энергетики. Головной офис компании базируется в г. Зумайя (Испания). Завод, расположенный рядом, имеет площадь более 5000 квадратных метров. Завод снабжается электричеством от собственной газопоршневой электростанции. Мощность завода рассчитана на выпуск более 250 газопоршневых двигателей в год.
В 2010 компания приступила к строительству завода в Венесуэле, который будет выпускать продукцию для нужд этой страны.

## История
• 1966 — Компания GUASCOR S. A. основана в городе Сумайя, Испания как проектировщик и производитель газовых и дизельных двигателей
• 1988 — Начало разработки линейки газовых двигателей, первое поколение — серия FG
• 1992 — Разработка газовых электростанций серии FGLD
• 1992 — Первые двигатели для работы на биогазе
• 1996 — Открытие исследовательского центра GUASCOR R+D
• 1996 — Разработка ветряных электростанций
• 1998 — Поставка первых газовых электростанций в Россию
• 1999 — Разработка и выпуск SFGLD серии газовых электростанций
• 2005 — Разработка солнечных электростанций
• 2006 — Первый дистрибьютор в России
• 2009 — Разработка и выпуск первых газовых электростанций, работающих по циклу Миллера, серия HGM

## Структура Компании
Guascor Group
• Guascor Renewable energy (Возобновляемая энергетика)
— Solar (Солнечная энергетика)
— Wind (Ветряная энергетика)
— Hydro (Гидро энергетика)
• Guascor Service (Сервис)
• Guascor Energy Assets (Решения по выработке электроэнергии)
• Guascor Power (Силовое подразделение)
— R+D (Исследования и Разработки)
— Motors (Двигатели)
— Generation (Электростанции)
— Marine (Морские решения)